# Doe-Nunatak
Der Doe-Nunatak ist ein isolierter Nunatak im ostantarktischen Viktorialand. Er ragt 5 km westnordwestlich des Doescher-Nunatak in der Gruppe der Outback-Nunatakker auf.
Der United States Geological Survey kartierte ihn anhand eigener Vermessungen und Luftaufnahmen der United States Navy aus den Jahren von 1959 bis 1964. Das Advisory Committee on Antarctic Names benannte ihn 1970 nach Wilfrid I. Doe (* 1942), Hospital Corpsman auf der McMurdo-Station im antarktischen Winter 1967.